# 条約の解釈

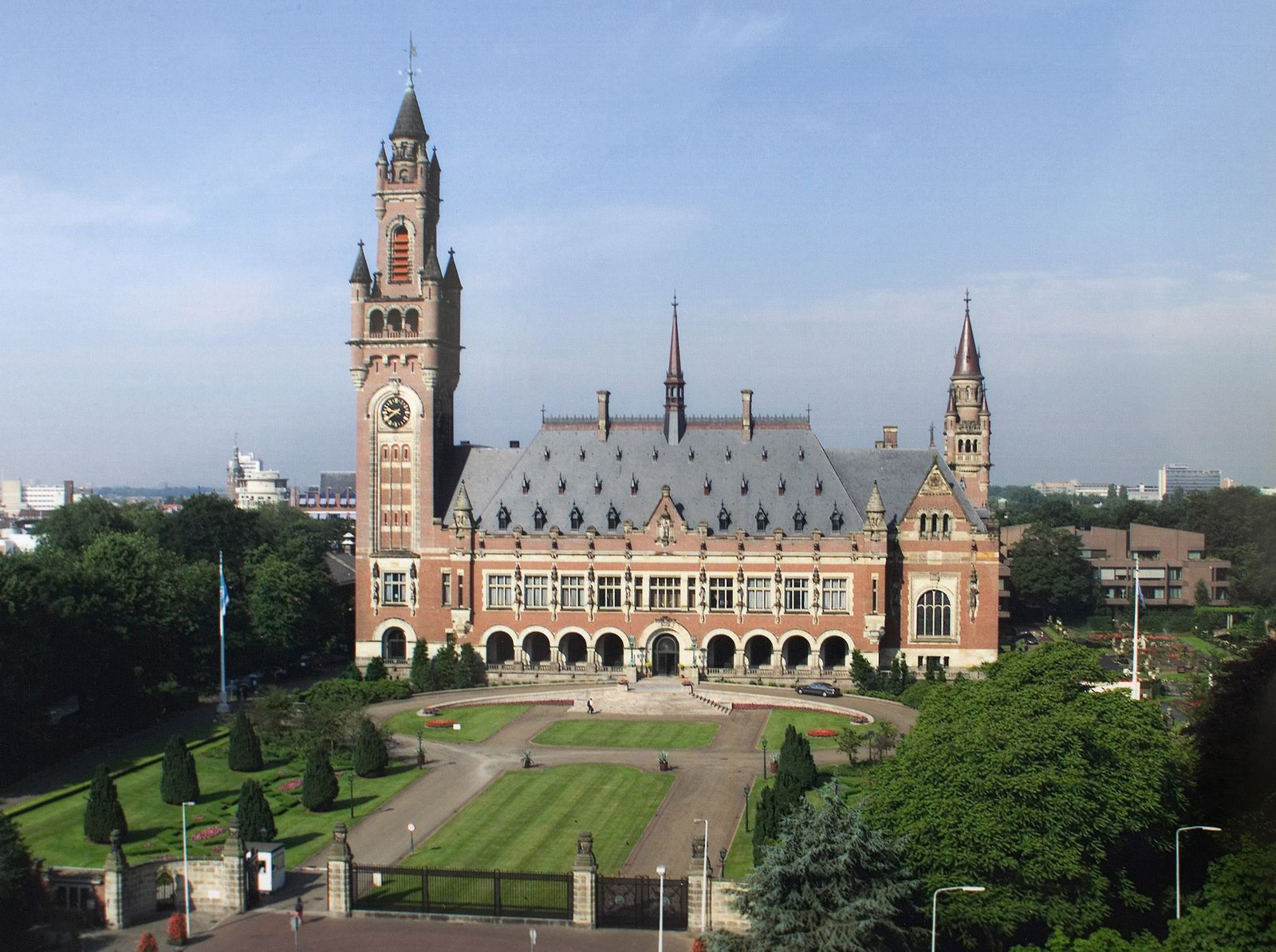
条約当事国により解釈権が委ねられることがある国際司法裁判所が設置された平和宮。例えばモントリオール条約14条には「この条約の解釈又は適用に関する締約国間の紛争で交渉によって解決することができないものは、いずれかの紛争当事国の要請により、仲裁に付託される。仲裁の要請の日から 6 箇月以内に仲裁の組織について紛争当事国が合意に達しない場合には、いずれの紛争当事国も、国際司法裁判所規程に従って国際司法裁判所に紛争を付託することができる」と定められた。

条約の解釈（英語: Treaty Interpretation）は、条約当事国の意思に適合するように条約規定の意味と範囲を確定することであり、条約の具体的な適用条件を確定するための方法である。大きく分けて3つの解釈方法に関する立場があるが、これらの立場は場合によって使い分けられるものである。条約法に関するウィーン条約(以下「条約法条約」と略す)31条1項では、「文脈によりかつその趣旨及び目的に照らして与えられる用語の通常の意味に従い、誠実に解釈」しなければならないと定められた。このような客観的解釈と呼ばれる解釈方法が条約の解釈の原則的な方法とされている。

## 解釈権者
条約の解釈権は一般的には条約の当事国に認められる。しかし条約当事国が条約上の合意や、条約締結後の合意によって解釈を国際司法裁判所のような第三者機関に委ねることとする場合もある。

## 解釈方法
条約の解釈の方法として、客観的解釈、主観的解釈、目的論的解釈という3つの立場が存在する。これらの立場は必ずしも相互に排他的というわけではなく、明確な区別は困難なものである。そのため実際にはこれらの解釈方法が場合によって使い分けられている。

### 客観的解釈
客観的解釈とは、条約当事国の意思は条約の文言に表明されているとして、何よりもその用語の自然の意味または通常の意味内容により客観的に条約を解釈すべきという立場である。文言主義解釈ともいわれる。国際判例においてもこのような解釈方法を認める判断が多い。

### 主観的解釈
主観的解釈とは、条約当事国の意思は必ずしも条約本文に条約の文言に表明されてないため、条約準備作業の経緯、その当時の政治的・経済的状況などの背景事情を含めた一般的な文脈を考慮して総合的に条約を解釈すべきであるという立場である。意志主義解釈ともいわれる。しかしこの解釈方式には条約解釈の判断が恣意的に流されやすいという欠点があり、法的安定性を害するおそれがあると指摘される。

### 目的論的解釈
目的論的解釈とは、条約を起草者の意図からある程度独立した一般的な目的を持つものとしてとらえ、そのような一般的な目的に照らして条約を解釈しようとする立場である。この目的論的解釈に含まれる考え方として、実効性の原則と言われる立場がある。「およそ事物はこれを無効ならしむるよりも有効ならしむるをもって可とする」(ut res magis valeat quam pereat)という考え方に基づき、条約の目的達成のために有効な解釈を行うことを主張する立場である。例えばコルフ海峡事件国際司法裁判所判決では、「この種の規定が意味ないし効果を欠くにいたる解釈を認めることは、一般に承認された解釈規則と両立しないものであろう」との判断を示して協定の解釈を行っている。

## 条約法条約の解釈規則

### 解釈の一般原則
条約法条約31条1項では、「文脈によりかつその趣旨及び目的に照らして与えられる用語の通常の意味に従い、誠実に解釈」しなければならないと定められた。「用語の通常の意味に従」わなければならないとした文言から、条約法条約は上記の解釈方法の中でも客観的解釈を原則としたとされている。「用語の通常の意味」とは文法的な分析のみから理解されるものではなく、条約の文脈における用語の検討と条約の趣旨・目的から得られるものであるとされる。具体的には条約の文言だけでなく、条約締結の際になされた当事国の関係合意や、当事国による解釈宣言(#解釈宣言参照)の中で他の当事国も認めたものなどの「文脈」によって解釈される(条約法条約31条2項)。
条約の文言が不明確な場合には、条約の解釈・適用に関して当事国が条約締結後に行った合意や慣行などといった「後からの実行」を考慮して解釈することが認められる認められる(条約法条約31条3条)。そしてそのように「後からの実行」をも考慮して解釈する場合、条約締結時と条約解釈時という異なる時点のいずれにおいて適用されている法規に従うのかという問題(時際法)が生じることとなる。例えば1971年のナミビア事件国際司法裁判所勧告的意見では、「文明の神聖なる使命」という国際連盟規約22条1項の文言について、「後からの実行」を考慮して解釈時において支配的となっていた法制度の中で解釈されるべきと判断された。

### 補足的手段
上記のような一般原則による解釈によっても条約の意味が不明確な場合や、常識に反し不合理な結果となる場合には、条約の準備作業や条約締結の際の事情を「補足的」に考慮して条約を解釈することが認められた(条約法条約32条)。こうした解釈手段は上記の一般原則に代わる解釈手段ではなく、一般原則による解釈を助けるための「補足的」なものとされている。主観的解釈(#主観的解釈参照)にあたる解釈方法である。条約文それ自体で十分に意味が明白である場合にはこうした解釈手段を用いる必要はない。

### 複数の言語と条約の解釈
条約は複数の言語で作成され、そのすべてがひとしく正文とされることが多い。例えば条約法条約は英語、スペイン語、中国語、フランス語、ロシア語で正文が作成されている。このように複数の言語で条約の正文が作成された場合、それぞれの正文で用いられる用語は同一の意味を持つものと推定される(条約法条約33条3項)が、実際には多少の食い違いが生じる。そのような場合にはすべての正文について最大の調和が図られるような意味を採用すべきとされ(条約法条約33条4項)、最終的には解釈権者の解釈に委ねられることになる。正文ではない言語による訳文は国際的な権威を持たないため、訳文による条約解釈は国際的には通じない。

## 解釈宣言
条約の解釈宣言とは、複数の条約解釈が可能な場合に、その中の一つの解釈に限り拘束されるとする条約当事国の一方的な宣言である。条約の特定の規定について自国に対する法的効果を排除または変更するために行われる留保と違い、条約の自国への適用を排除・変更することを目的とするものではない。しかし実際には、形式的には留保であっても解釈宣言に相当する場合、逆に解釈宣言の名のもとに留保が行われる場合もある。